# Oberlandesgericht Marienwerder (1808–1849)
Das Oberlandesgericht Marienwerder war von 1808 bis 1849 ein preußisches Oberlandesgericht mit Sitz in Marienwerder.

## Geschichte
In Marienwerder bestand von 1872 bis 1808 die Westpreußische Regierung. Die Gerichte im Königreich Preußen hatten im HRR historisch gewachsene Aufgaben, Zuschnitte und Bezeichnungen. Im Rahmen der Preußischen Reformen versuchte man, eine einheitliche Systematik einzurichten und begann damit bei den Mittelgerichten. Die Verordnung wegen verbesserter Einrichtung der Provinzial-Polizei- u. Finanz-Behörden vom 26. Dezember 1808 bestimmte, dass die unter verschiedenen Bezeichnungen wie Oberamtsregierung oder Hofgericht firmierenden obersten Gerichte jedes Landesteils künftig Ober-Landesgericht heißen sollten.
Nach der Restrukturierung des Staatsterritoriums 1815 sollte jeder Regierungsbezirk zugleich das Departement (= Zuständigkeitsbereich) eines Oberlandesgerichts bilden. Entsprechend war das Oberlandesgericht Marienwerder (mit kleineren Abweichungen) für den Regierungsbezirk Marienwerder zuständig.
Nach der Märzrevolution wurden die Patrimonialgerichte abgeschafft und die Oberlandesgerichte durch Appellationsgerichte ersetzt. In Marienwerder entstand 1849 so das Appellationsgericht Marienwerder.

## Untergerichte
Dem Oberlandesgericht Marienwerder waren folgende Gerichte nachgeordnet:
| Art                           | Gericht                                           | Sitz                | Anmerkungen |
| ----------------------------- | ------------------------------------------------- | ------------------- | --- |
| Staatliche Gerichte 1. Klasse | Land- und Stadtgericht Culm                       | Culm                | |
| Staatliche Gerichte 1. Klasse | Land- und Stadtgericht Danzig                     | Danzig              | |
| Staatliche Gerichte 1. Klasse | Land- und Stadtgericht Graudenz                   | Graudenz            | |
| Staatliche Gerichte 1. Klasse | Land- und Stadtgericht Löbau                      | Löbau               | |
| Staatliche Gerichte 1. Klasse | Land- und Stadtgericht Marienwerder               | Marienwerder        | 1824 waren dies noch das Stadtgericht Marienwerder und das Landgericht Marienwerder; daneben bestand ein Land- und Stadtgericht Garnsee |
| Staatliche Gerichte 1. Klasse | Land- und Stadtgericht Schwetz                    | Schwetz             | 1824 als Gericht 2. Klasse geführt |
| Staatliche Gerichte 1. Klasse | Land- und Stadtgericht Preußisch Stargard         | Preußisch Stargard  | 1824 als Gericht 2. Klasse geführt |
| Staatliche Gerichte 1. Klasse | Land- und Stadtgericht Strasburg                  | Strasburg           | |
| Staatliche Gerichte 1. Klasse | Land- und Stadtgericht Thorn                      | Thorn               | |
| Staatliche Gerichte 1. Klasse | Commerz- und Admiralitätskollegium Danzig         | Danzig              | |
| Staatliche Gerichte 1. Klasse | Stadtgericht Elbing                               | Elbing              | 1824 bestand noch ein Land- und Stadtgericht Tolkemit |
| Staatliche Gerichte 1. Klasse | Landgericht Carthaus                              | Carthaus            | 1824 als Landgericht Carthaus 2. Klasse geführt |
| Staatliche Gerichte 1. Klasse | Landgericht Marienburg                            | Marienburg          | |
| Staatliche Gerichte 2. Klasse | Land- und Stadtgericht Berent                     | Berent              | |
| Staatliche Gerichte 2. Klasse | Land- und Stadtgericht Christburg                 | Christburg          | 1848 wurde das Land- und Stadtgericht Christburg in eine Gerichtskommission des Land- und Stadtgerichts Stuhm umgewandelt |
| Staatliche Gerichte 2. Klasse | Land- und Stadtgericht Conitz                     | Conitz              | |
| Staatliche Gerichte 2. Klasse | Land- und Stadtgericht Deutsch Krone              | Deutsch Krone       | |
| Staatliche Gerichte 2. Klasse | Land- und Stadtgericht Dirschau                   | Dirschau            | |
| Staatliche Gerichte 2. Klasse | Land- und Stadtgericht Preußisch Friedland        | Preußisch Friedland | 1848 wurde das Land- und Stadtgericht Preußisch Friedland in eine Gerichtskommission des Land- und Stadtgerichts Schlochau umgewandelt |
| Staatliche Gerichte 2. Klasse | Land- und Stadtgericht Hammerstein und Waldenburg | Hammerstein         | 1824 als Land- und Stadtgericht Waldenburg |
| Staatliche Gerichte 2. Klasse | Land- und Stadtgericht Jastrow                    | Jastrow             | |
| Staatliche Gerichte 2. Klasse | Land- und Stadtgericht Mewe                       | Mewe                | |
| Staatliche Gerichte 2. Klasse | Land- und Stadtgericht Neuenburg                  | Neuenburg           | |
| Staatliche Gerichte 2. Klasse | Land- und Stadtgericht Putzig                     | Putzig              | 1848 wurde das Land- und Stadtgericht Putzig in eine Gerichtskommission des Landgerichts Neustadt umgewandelt |
| Staatliche Gerichte 2. Klasse | Land- und Stadtgericht Riesenburg und Freystadt   | Riesenburg          | 1824 Land- und Stadtgericht Riesenburg und Stadtgericht Freystadt |
| Staatliche Gerichte 2. Klasse | Land- und Stadtgericht Schlochau                  | Schlochau           | |
| Staatliche Gerichte 2. Klasse | Land- und Stadtgericht Schloppe                   | Schloppe            | 1848 wurde das Land- und Stadtgericht Schloppe in eine Gerichtskommission des Land- und Stadtgerichts Deutsch-Krone umgewandelt |
| Staatliche Gerichte 2. Klasse | Land- und Stadtgericht Schöneck                   | Schöneck            | 1848 wurde das Land- und Stadtgericht Schöneck in eine Gerichtskommission des Land- und Stadtgerichts Preußisch Stargard umgewandelt |
| Staatliche Gerichte 2. Klasse | Land- und Stadtgericht Stuhm                      | Stuhm               | |
| Staatliche Gerichte 2. Klasse | Land- und Stadtgericht Tiegenhof                  | Tiegenhof           | 1824 als Land- und Stadtgericht Neuteich |
| Staatliche Gerichte 2. Klasse | Land- und Stadtgericht Tuchel                     | Tuchel              | |
| Staatliche Gerichte 2. Klasse | Land- und Stadtgericht Vandsburg                  | Vandsburg           | 1848 wurde das Land- und Stadtgericht Vandsburg in eine Gerichtsdeputation des Land- und Stadtgerichts Zempelburg umgewandelt |
| Staatliche Gerichte 2. Klasse | Stadtgericht Deutsch-Eylau und Bischofswerder     | Deutsch-Eylau       | 1824 Stadtgericht Deutsch-Eylau und Stadtgericht Bischofswerder. Später in das Land- und Stadtgericht Deutsch-Eylau umgewandelt. 1848 wurde das Land- und Stadtgericht Deutsch-Eylau in eine Gerichtskommission des Land- und Stadtgerichts Löbau umgewandelt |
| Staatliche Gerichte 2. Klasse | Stadtgericht Rosenberg in Westpreußen             | Rosenberg           | 1824 nicht genannt. 1848 wurde das Land- und Stadtgericht Riesenburg in eine Gerichtsdeputation des Stadtgerichts Rosenberg umgewandelt |
| Staatliche Gerichte 2. Klasse | Landgericht Neustadt                              | Neustadt            | 1824 Land- und Stadtgericht Neustadt |
| Patrimonialgerichte           | Kreisgericht Flatow                               | Flatow              | |
| Patrimonialgerichte           | Kreisgericht Krojanke und Zempelburg              | Krojanke            | |
| Patrimonialgerichte           | Patrimonialgericht Berent                         | Berent              | |
| Patrimonialgerichte           | Patrimonialgericht Eyersk                         | Eyersk              | |
| Patrimonialgerichte           | Patrimonialgericht Finkenstein                    | Finkenstein         | |
| Patrimonialgerichte           | Patrimonialgericht Märkisch Friedland             | Märkisch Friedland  | 1848 wurde das Land- und Stadtgericht Märkisch Friedland in eine Gerichtskommission des Land- und Stadtgerichts Deutsch-Krone umgewandelt |
| Patrimonialgerichte           | Patrimonialgericht Hammerstein                    | Hammerstein         | |
| Patrimonialgerichte           | Patrimonialgericht Neustadt                       | Neustadt            | |
| Patrimonialgerichte           | Patrimonialgericht Cartowitz                      | Cartowitz           | |
| Patrimonialgerichte           | Patrimonialgericht Schönberg und Herzogswalde     | Schönberg           | |
| Patrimonialgerichte           | Patrimonialgericht Sypniewo und Tütz              | Sypniewo            | |

Einzeln aufgeführt sind die Patrimonialgerichte mit mehr als 1500 Gerichtseingesessenen. Daneben bestanden 476 kleinere Patrimonialgerichte.

## Organisation
Am Gericht waren im Jahr 1837 folgendes Personal beschäftigt:
- 2 Präsidenten
- 12 Räte
- 7 Assessoren
- 40 Subalterne
- 8 Unterbeamte

Bei allen Gerichten im Oberlandesbezirk zusammen waren 689 Justizbeamte beschäftigt.